# Архангельский чугуноплавильный завод
Архангельский чугуноплавильный завод — чугуноплавильный завод, действовавший в 1899—1903 годах, на территории современного села Архангельское Архангельского района в Башкортостане.

## Географическое положение
Завод был расположен на реке Аскин (приток реки Инзер, бассейна реки Сим), в 75 верстах к юго-востоку от города Уфа.

## История завода
В 1899 году группа московских фабрикатов (В. А. Горбунов, С. И. Шегляев и А. Ф. Моргунов) организовала Уфимское «Общество для эксплуатации железорудного месторождения», которое начало добычу с железорудного месторождения в Стерлитамакском уезде, в 1,5 километрах от Архангельского медеплавильного завода.
Завод был пущен в декабре 1899 года, в качестве сырья использовался бурый железняк, доставлявшийся из рудников, расположенных в 26-34 верстах от завода. Оборудование завода состояло из 2 доменных печей объёмом 93 м³ и 68 м³, 3 воздухонагревателей системы Каупера, газоочистителя, воздуходувной двуцилиндровой компаунд-машины, вертикальной колошникового подъемника с 4 клетями, действовавшего от водяных балансов, рудодробилки Блека с локомобилем, 4 паровых цилиндрических котлов, насосной установки, механической мастерской, химической лаборатории, кирпичного завода, угольных печей. Электрическое освещение шло от динамо-машины, действовавшей от гидротурбины на плотине старого медеплавильного завода.
В 1903 году завод был остановлен из-за объявления общества несостоятельным.

### XXI век
В настоящее время от завода остались только россыпи шлака. На месте завода сейчас располагаются производственные и административные здания паркетной фабрики.

## Производительность завода
В 1900 году было выплавлено около 500 тысяч пуд чугуна, в 1901 году — свыше 900 тысяч, в 1902 году — 624 тысяч пуд, в 1903 году — 283 тысяч пудов.